# 托米·博維
托米·博維（英語：Tommy Bowe；1984年2月22日—）是一位愛爾蘭橄欖球運動員。他是愛爾蘭國家橄欖球隊的一員，代表愛爾蘭參加了2015年世界盃橄欖球賽。他在2014年結婚
。